# ميخائيل بورغس (طبيب)
ميخائيل بورغس (بالإنجليزية: Michael Burgess)‏ هو طبيب بريطاني، ولد في 31 مارس 1946.